# Schauapparat
Der Schauapparat ist bei Blütenpflanzen die Gesamtheit aller Organe, die eine Blüte oder einen Blütenstand für einen Bestäuber optisch attraktiv macht. Durch den Schauapparat wird die morphologische Einheit Blüte oder Blütenstand zur funktionellen Einheit Blume.
Der florale Schauapparat besteht aus Organen der Blüte, meist die Kronblätter, aber auch manchmal Kelchblätter oder Staubblätter. Der extraflorale Schauapparat wird von meist gefärbten Hochblättern gebildet.
Gefärbte Blattorgane im Blütenbereich, die der Anlockung der Bestäuber dienen, werden als Semaphyll bezeichnet.
Der Anlockung von Bestäubern im Sinne eines Schauapparates dienen auch sogenannte Schaublüten, die – vergrößert und zumeist steril – an der Peripherie von Blütenständen mancher Arten (etwa in der Gattung Viburnum) auftreten.

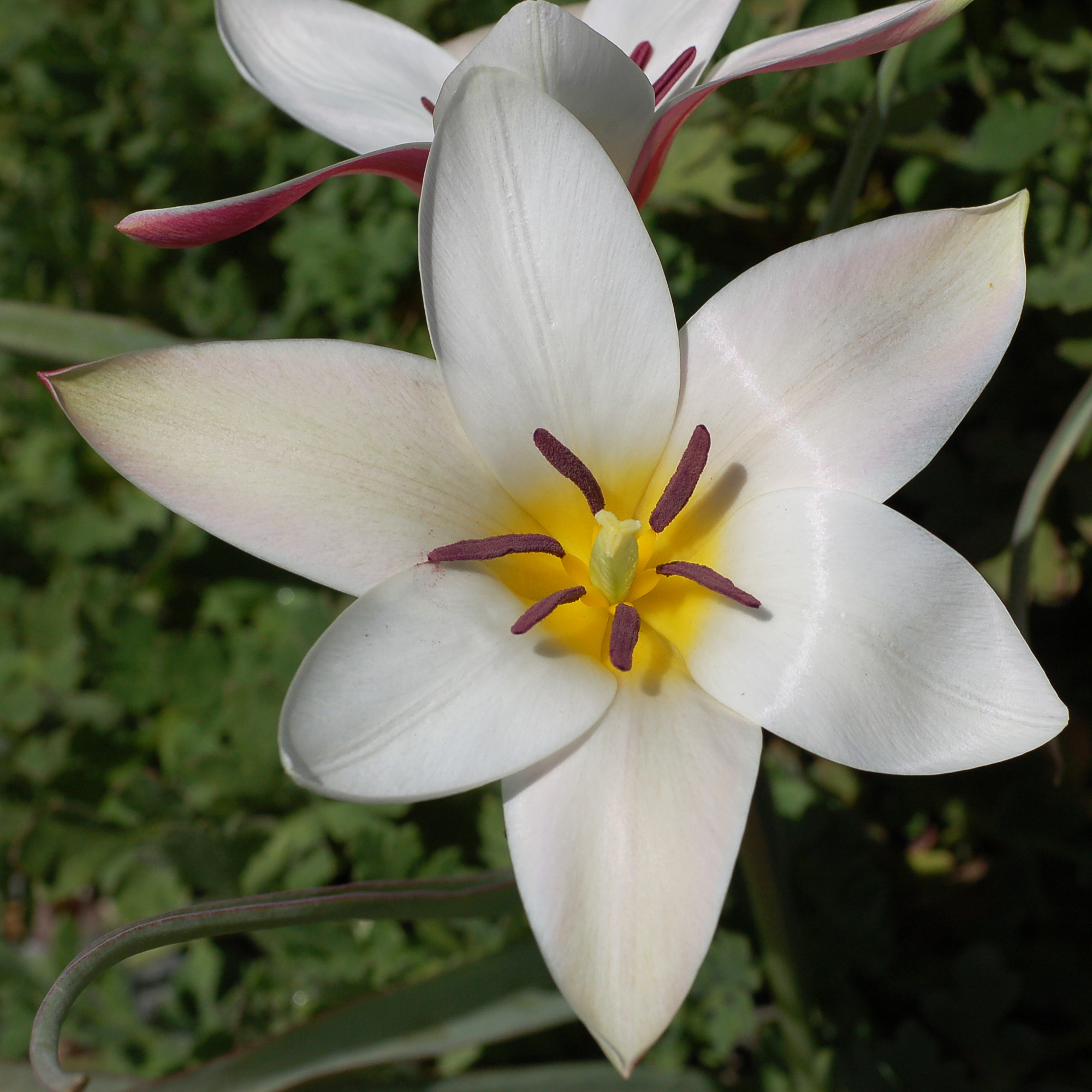
Häufigster Fall: die Blütenblätter bilden den Schauapparat (Tulipa clusiana)
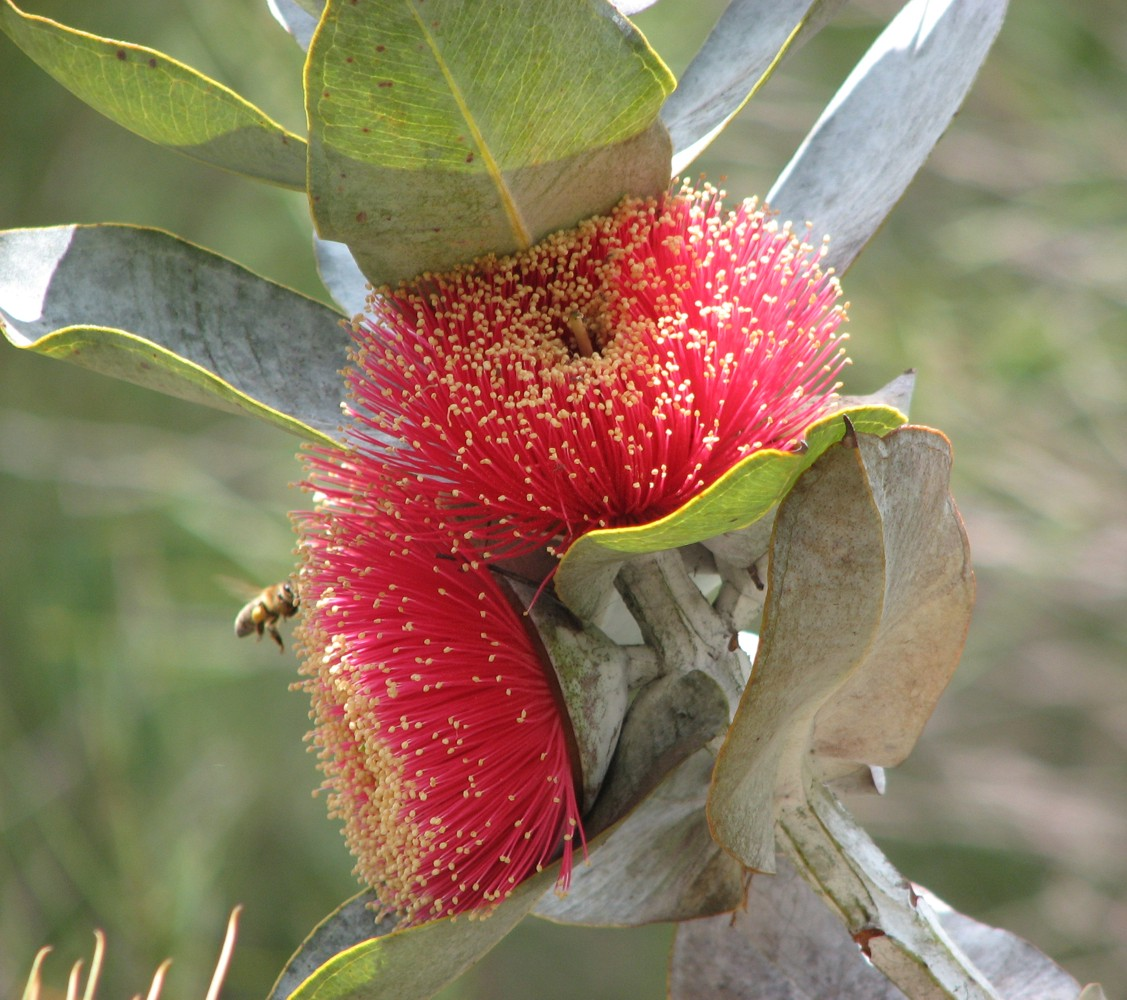
Bei Eukalyptus bilden die Staubblätter den Schauapparat
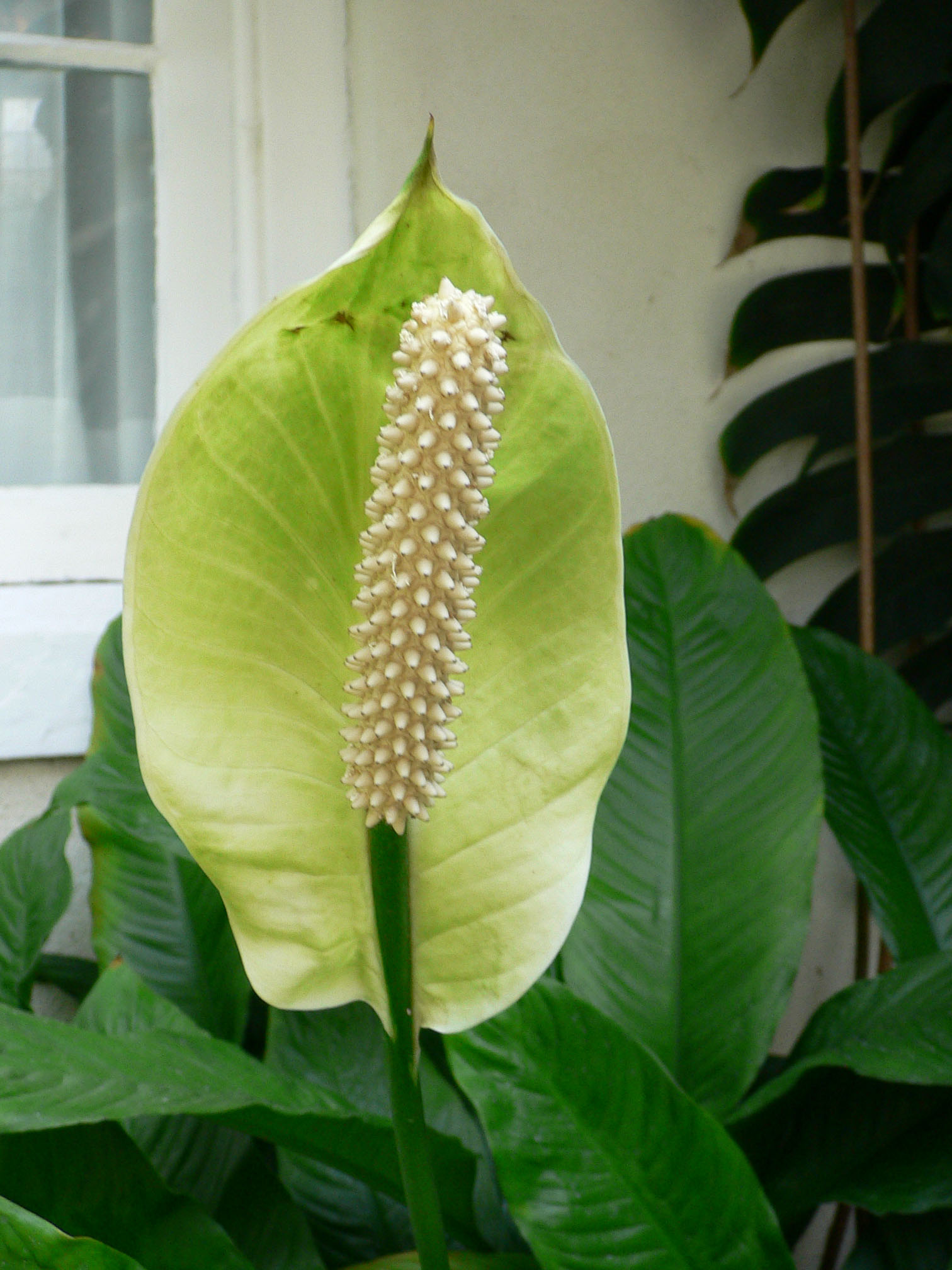
Bei Spathiphyllum bildet ein Hochblatt den Schauapparat und ist per definitionem ein Semaphyll.
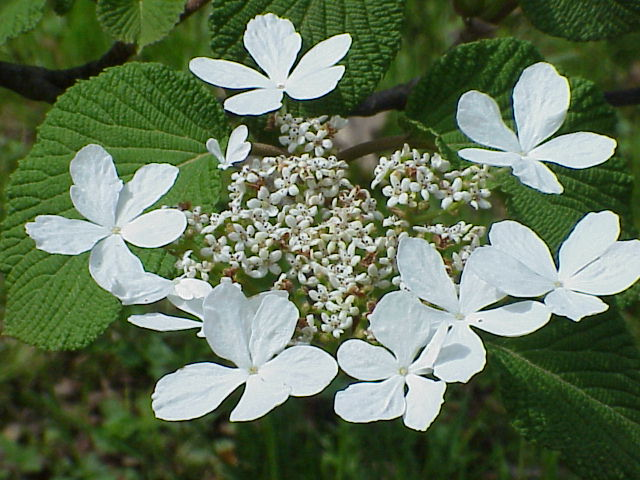
Blütenstand von Viburnum furcatum mit sterilen, randständigen Schaublüten